# Sageretia henryi
Sageretia henryi är en brakvedsväxtart som beskrevs av Drumm. och Sprague. Sageretia henryi ingår i släktet Sageretia och familjen brakvedsväxter. Inga underarter finns listade i Catalogue of Life.